# Карашилік (Бурабайський район)
Карашилі́к (каз. Қарашілік) — село у складі Бурабайського району Акмолинської області Казахстану. Входить до складу Урумкайського сільського округу.
Населення — 663 особи (2021; 665 у 2009, 774 у 1999, 701 у 1989).
Національний склад станом на 1989 рік:
- казахи — 48 %;
- росіяни — 35 %.